# 赤須賀村
赤須賀村（あかすかむら）は、かつて三重県桑名郡にあった村。現在の桑名市赤須賀などにあたる。元赤須賀は赤須賀村には含まれていなかった。

## 地理
- 河川 ： 揖斐川

## 歴史

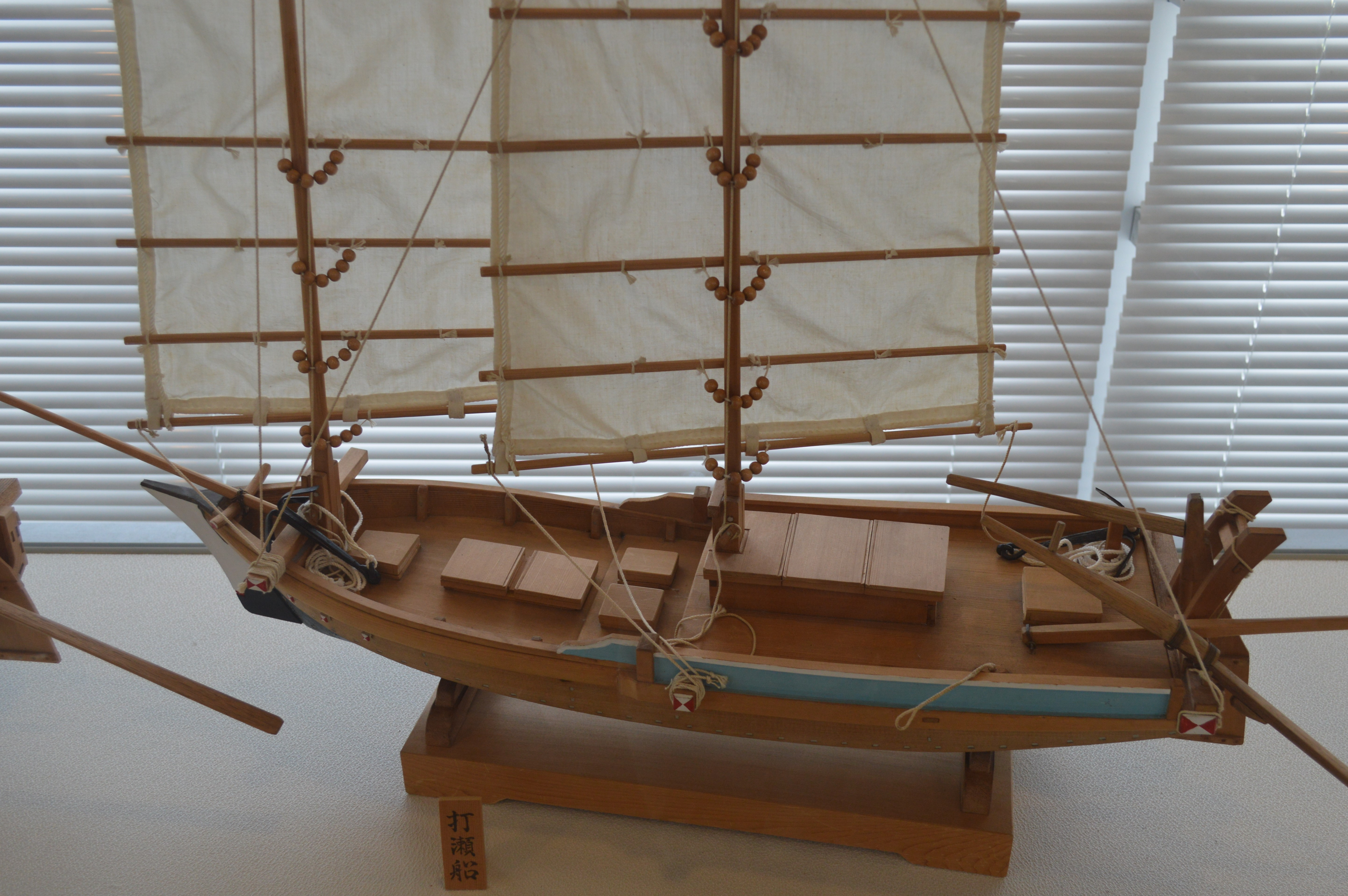
赤須賀で用いられていた打瀬船

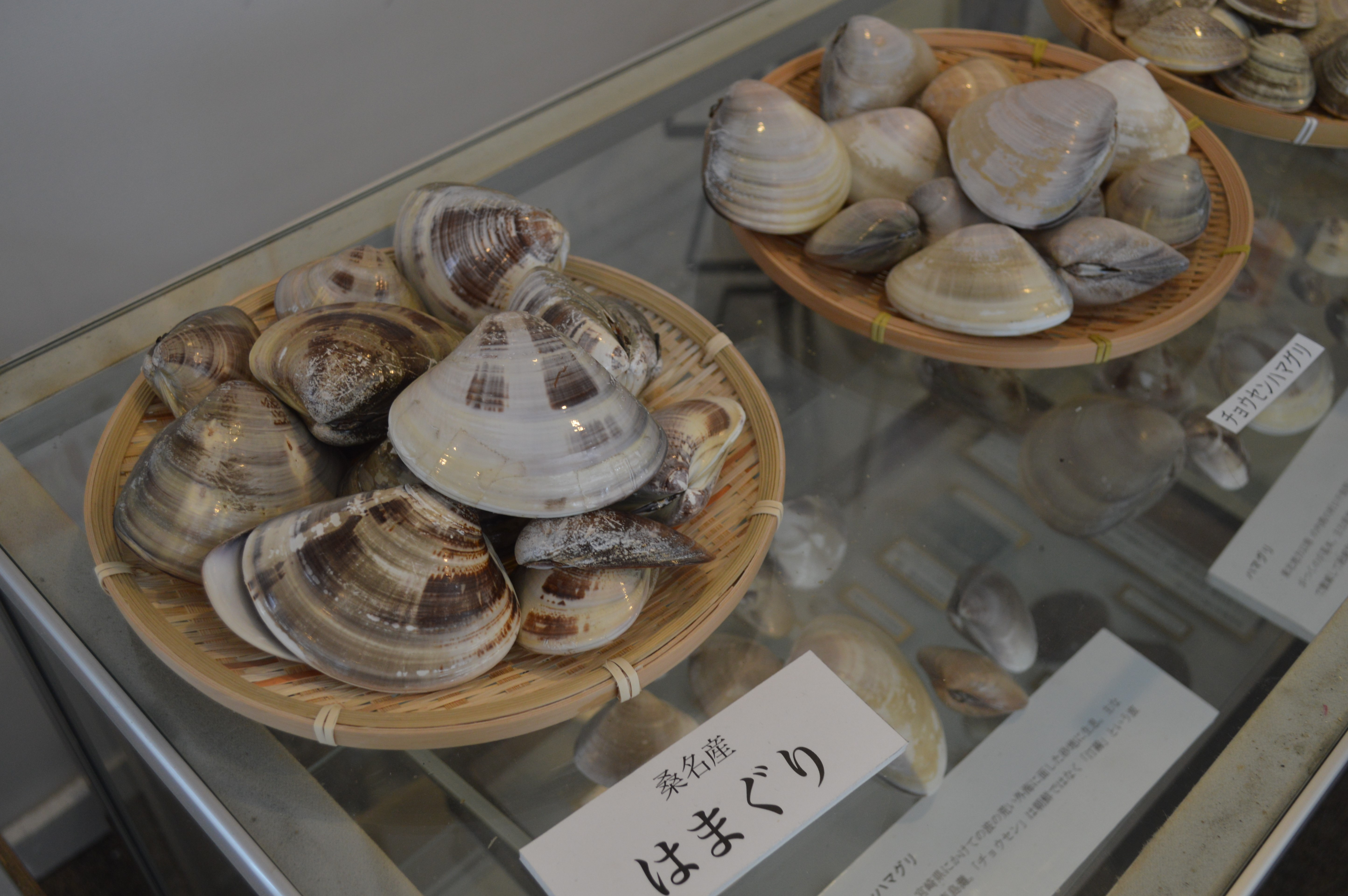
赤須賀の特産品であるはまぐり

永禄4年（1561年）、三河国額田郡市場村（現在の愛知県額田郡幸田町市場）から移住して来た市場茂右衛門秀高とその家臣（関村・大島・安田・大橋・大河内・加藤・星野・水谷・鬼頭）らによって開発された漁師町が赤須賀村である。
三河一向一揆が勃発した永禄6年（1563年）9月11日に、三河国祈願所の神明社御霊代を移遷奉祭して赤須賀神明社が創設された。
元亀元年（1570年）9月には、赤須賀村の揖斐川を経た対岸で長島一向一揆が勃発した。
正保2年（1645年）、桑名藩主の松平定綱の命により赤須賀新田（現在の地蔵）が開拓され、
慶安4年（1651年）に赤須賀漁民全員と江場村からの入植農民が移住したが、
正徳3年（1713年）に赤須賀漁民が住む町が赤須賀新田から分離して、赤須賀猟師町（俗に城東）と呼ばれるようになった。
狭い土地に密集して住んでいたので、俗に「猫飛び町」とも呼ばれていた。住民の一部は七里の渡しを通行する諸大名が乗る御座船の水夫を勤めた。そして元の地は桑名藩の武家屋敷が並ぶ町となり、元赤須賀となった。
享保2年（1717年）には魚市場が開設された。江戸時代、村内の町名は一番組から六番組に分かれていた。
幕末の記録では、502軒、2,359人、船209隻、その内猟船167隻、商品を船に積んで売り回る商船の買舞（かいまい）が42隻とされる。
明治時代初頭の人口は802戸、2,922人。
明治19年（1886年）から始まった木曽三川分流工事のため揖斐川の沿岸が削られ、新しく北の方が埋め立てられて、三番組と四番組は南築地へ、五番組と六番組は北築地へ三度移転し、赤須賀神明社が村の北端に移転した。
明治22年（1889年）4月1日には町村制の施行により、猟師町および赤須賀新田の一部の区域をもって桑名郡赤須賀村が発足した。
明治37年（1904年）には諸戸清六 (初代)によって諸戸水道が開通し、赤須賀村を含む桑名市街地に水道が普及した。
大正9年（1920年）の第1回国勢調査によると、赤須賀村は696世帯、2,908人で、その職業人口は1,029人で、水産業が467人、商業277人、交通業100人であった。
大正10年（1921年）から桑名町との合併交渉が始まったが、難航したために諸戸精太が解決に尽力した。
大正12年（1923年）4月1日、赤須賀村は桑名郡桑名町に編入されて消滅した。
昭和20年（1945年）7月、太平洋戦争末期の桑名空襲で赤須賀村を含む桑名市街地が焼失した。
その後、桑名市開勢町、桑名市市場町、桑名市蛭子町、桑名市弁天町、桑名市宮本町、桑名市港町の各町名となった。

## 赤須賀船と買舞
明治になって七里の渡しが役目を終えると、赤須賀の住民たちは赤須賀船と呼ぱれた買舞に力を入れた。
明治10年（1877年）過ぎから、米などの食料品や日用雑貨品を積んで尾鷲などの東紀州（牟婁郡地方）へ運んで販売し、生魚や薪、炭を仕入れて往復した。最初は帆船や櫓船であった。
大正時代初頭から赤須賀船に動力船も登場し、いかに速く生魚を運ぶかを競った。
しかし戦後には鉄道の紀勢本線が全通したため、赤須賀船は終了となった。

## 漁業
- 赤須賀漁港 - 伊勢湾で獲れたはまぐりが集まる[1]。

## 名物
- 時雨蛤

## 名所・旧跡

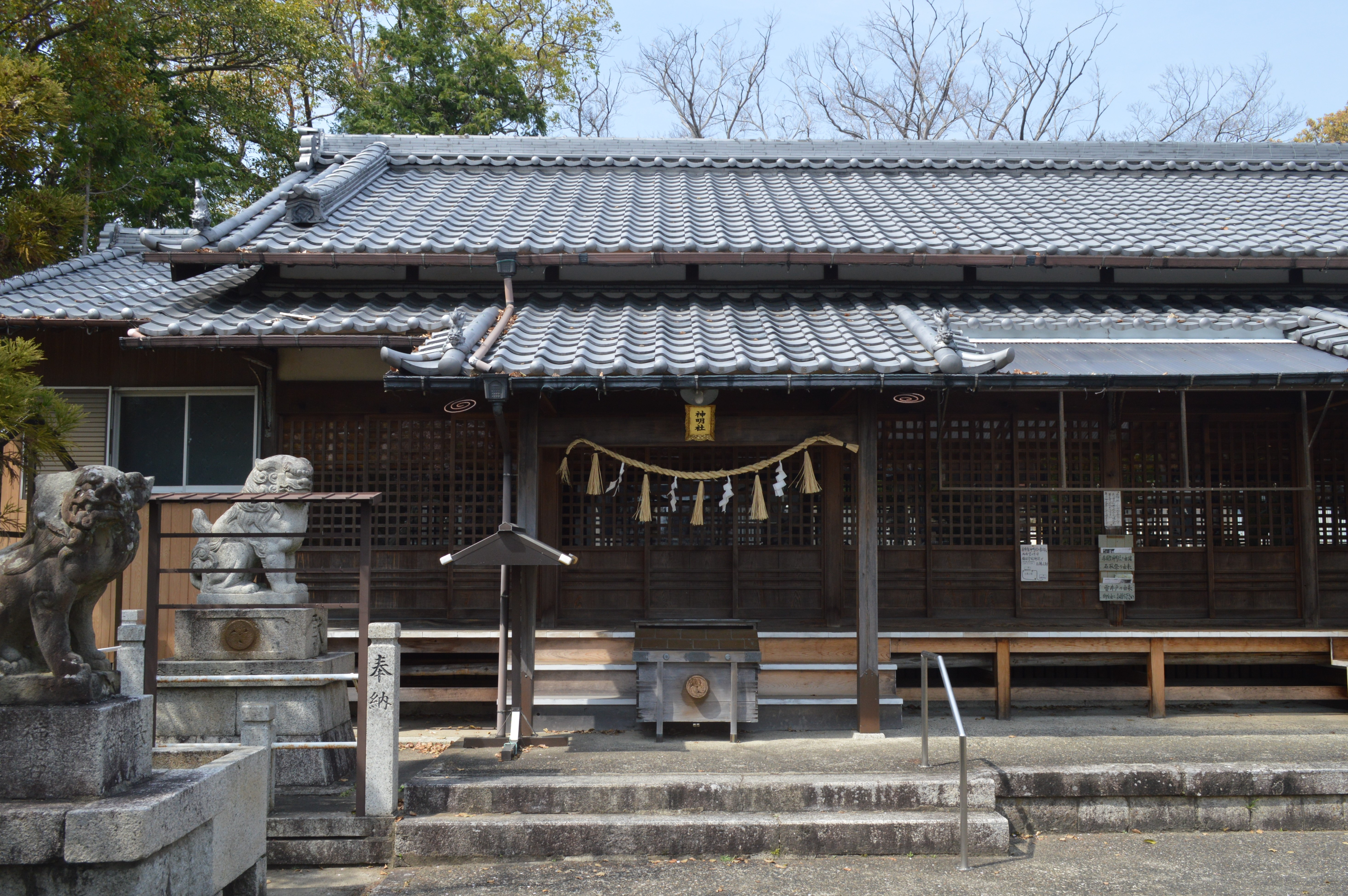
赤須賀神明社

- 赤須賀神明社